# Lamotrigina
La lamotrigina es un fármaco del grupo de las feniltriazinas indicado para el tratamiento de la epilepsia, tanto en monoterapia como en terapia combinada con otros antiepilépticos. También se utiliza para el tratamiento del trastorno afectivo bipolar como estabilizador del ánimo.
Actúa bloqueando la propagación del potencial de acción, así como los canales de sodio y de calcio dependientes de voltaje, lo que logra estabilizar las membranas neuronales e inhibir la liberación de glutamato y aspartato. Esto reduce la actividad neuronal anormal en el cerebro.
Es eficaz en una amplia variedad de tipos de convulsiones, incluyendo convulsiones focales, generalizadas y tonicoclónicas. Además, se utiliza para tratar el trastorno bipolar debido a su capacidad para prevenir la recurrencia de episodios depresivos y mantener la estabilidad del estado de ánimo.

## Historia
La lamotrigina se desarrolló como un agente anti folato, basado en la idea incorrecta de que la reducción del ácido fólico combatiría eficazmente las convulsiones.
Los antiepilépticos como la carbamazepina, abrieron las puertas al tratamiento de la psicosis maníaco-depresiva en la década de 1970. Décadas más tarde, la lamotrigina, un antiepiléptico de amplio espectro, se unió a la lista, demostrando su eficacia en diversos trastornos psiquiátricos.
La lamotrigina fue aprobada en 1990 Irlanda actuando como un fármaco antiepiléptico sobre la modulación de la liberación de neurotransmisores glutamatérgicos y sodio.
Existen registros de que en 1991 la lamotrigina se utilizó en el Reino Unido como medicamento anticonvulsivo; pocos años después, en diciembre de 1994 se aprobó el uso de lamotrigina en los Estados Unidos para el tratamiento de las convulsiones parciales.
En el 2003 fue usado como terapia complementaria para convulsiones parciales en pacientes pediátricos de hasta dos años de edad, y ya para el año 2004 la lamotrigina se utilizó como  monoterapia para el tratamiento de convulsiones parciales en pacientes adultos.

## Descripción
El proceso de síntesis de la lamotrigina se inicia con la reacción entre 2,3-diclorobenzoil cloruro y 2-aminotiazol, utilizando un solvente polar como la acetona o el etanol, para obtener un intermedio clave, que es 2,3-diclorobenzoil-2-aminotiazol.
Se somete a una ciclación, que forma el núcleo tiazina del compuesto, esencial para la actividad biológica de la lamotrigina. La molécula resultante se somete a una nitración en la posición 6 del anillo tiazina para introducir un grupo nitro en la estructura,  utilizando una mezcla de ácido nítrico y ácido sulfúrico concentrados. 
El grupo nitro se reduce a un grupo amino, utilizando hierro en presencia de ácido clorhídrico.
La amina resultante se somete a una reacción de aminación para introducir un segundo grupo amino en la molécula, mediante la reacción con un amoniaco o una amina primaria en presencia de un catalizador adecuado.
La lamotrigina cruda se purifica mediante técnicas como la cristalización o la cromatografía para obtener el producto final en una forma pura.

## Farmacocinética

### Vías de administración
La administración se realiza mediante vía oral con formulaciones de liberación inmediata (comprimidos convencionales, comprimidos masticables dispersables, comprimidos de desintegración oral) y como comprimidos de liberación prolongada.
- Tabletas convencionales: administrar por vía oral en 1 dosis o 2 dosis divididas al día independientemente de las comidas. Tragar entero.
- Comprimidos masticables dispersables: administrar por vía oral en 1 dosis o 2 dosis divididas al día independientemente de las comidas. Puede tragarse entero, masticar (y consumirse con una pequeña cantidad de agua) o dispersarse en agua o jugo de fruta diluido. Para dispersar las tabletas, agregue un volumen pequeño (5 ml o suficiente para cubrir la tableta) de líquido y deje que se disperse por completo (aproximadamente 1 minuto); agite la solución y consuma inmediatamente.[9]
- Tabletas de desintegración oral: administrar por vía oral en 1 dosis o 2 dosis divididas al día sin tener en cuenta las comidas. Coloque la tableta de desintegración oral sobre la lengua y muévela en la boca para desintegrarla; luego trágala con o sin agua[11]
- Tabletas de liberación prolongada: administrar por vía oral una vez al día independientemente de las comidas. Tragar entero; no masticar, triturar ni dividir.[12]

### Absorción
La lamotrigina se absorbe de manera rápida y completa en el tracto gastrointestinal, independientemente de la presentación que se use.
En las tabletas de liberación inmediata las concentraciones plasmáticas máximas se alcanzan entre 1 y 5 horas después de la ingesta; mientras que, para alcanzar las concentraciones plasmáticas máximas con las tabletas de liberación prolongada es entre 4 a 6 horas en pacientes que recibieron carbamazepina, fenitoína, fenobarbital o primidona; 9 a 11 horas en pacientes que reciben valproato; y de 6 a 10 horas en pacientes que reciben otros anticonvulsivos.
La biodisponibilidad absoluta de lamotrigina de liberación inmediata es del 98%, no se ve afectada por el consumo de alimentos aunque puede retrasar la velocidad de absorción.

### Distribución
La lamotrigina se distribuye ampliamente por todos los órganos y tejidos del cuerpo, incluido el cerebro. Alrededor del 55% de la lamotrigina se une a las proteínas plasmáticas, principalmente a la albúmina. En algunos tejidos, como el hígado y el riñón, las concentraciones de lamotrigina pueden ser más altas que las del plasma, debido a su alta afinidad con lípidos.
El volumen de distribución aparente (Vd) de la lamotrigina es de 0,9 a 1,3 litros/kg.
La lamotrigina atraviesa la barrera placentaria y se excreta en la leche materna. Las concentraciones en líquido amniótico o la leche materna son generalmente inferiores a las del plasma materno.

### Metabolismo y metabolitos
La lamotrigina se metaboliza por conjugación en el hígado con la enzima uridina difosfato glucuronosiltransferasa (UGT). Esta cataliza la conjugación de la lamotrigina con ácido glucurónico, formando el metabolito inactivo 2-N-glucurónido el cual se excreta en la orina y las heces. En monoterapia, la lamotrigina induce su propio metabolismo.
Los inductores enzimáticos, como la carbamazepina, el fenobarbital, la fenitoína y la primidona, reducen la vida media de la lamotrigina. En contraste, el ácido valproico prolonga su vida media. Además, el alcohol y otros depresores del sistema nervioso central aumentan sus efectos sedantes.

### Excreción
La excreción se da por dos vías la orina (94%, ~90% como conjugados de glucurónido y ~10% sin cambios); heces (2%)
En el caso de un adulto sano, la semivida plasmática media de la lamotrigina es de alrededor de 24 horas. Otros medicamentos pueden afectar la eliminación de la lamotrigina.
Se estima que la vida media en adultos es entre 25 a 38 horas en ausencia de cualquier otro fármaco que pueda interactuar con la lamotrigina.
Un fármaco como la lamotrigina puede llegar a presentar interacciones con otros medicamentos y la vida media puede disminuir si se toma con carbamazepina o fenitoína.

## Vida media
Se estima que la vida media en adultos es entre 25 a 38 horas en ausencia de cualquier otro fármaco que pueda interactuar con la lamotrigina.
Un fármaco como la lamotrigina puede llegar a presentar interacciones con otros medicamentos y la vida media puede disminuir si se toma con carbamazepina o fenitoína.
Pediátricos:
En lactantes y niños de 10 meses a 5 años que no reciben tratamiento con inductores enzimáticos como fenitoína o carbamazepina, el tiempo promedio de eliminación es de 19 horas, con un rango que va desde 13 a 27 horas. Cuando se administra con derivados del valproato, este tiempo se extiende significativamente a 45 horas, con un rango entre 30 y 52 horas en bebés y niños de 10 meses a 5 años, y a 66 horas, con un rango de 50 a 74 horas en niños de 5 a 11 años.
En contraste, en pacientes que reciben tratamiento con inductores enzimáticos, como fenitoína o carbamazepina, los tiempos de eliminación son más cortos. En bebés y niños de 10 meses a 5 años, este tiempo se reduce a 7.7 horas, con un rango de 6 a 11 horas, y a 7 horas, con un rango de 4 a 10 horas, en niños de 5 a 11 años.
Cuando se combina el tratamiento con inductores enzimáticos y derivados del valproato, el tiempo de eliminación en niños de 5 a 11 años se establece en 19 horas, con un rango de 7 a 31 horas.
Adultos:
La formulación de liberación inmediata tiene un tiempo de eliminación de 25 a 33 horas. La liberación prolongada muestra un patrón similar al de la liberación inmediata en términos de tiempo de eliminación.
Cuando se administra terapia concomitante con ácido valproico, el tiempo de eliminación se extiende a un rango de 48 a 70 horas.
En presencia de fenitoína, fenobarbital, primidona o carbamazepina, el tiempo de eliminación es más corto, aproximadamente de 13 a 14 horas.
Cuando se combina el tratamiento con fenitoína, fenobarbital, primidona o carbamazepina junto con valproato, el tiempo de eliminación es de aproximadamente 27 horas.
Condiciones específicas:
- Insuficiencia renal crónica: 43 horas.

- Hemodiálisis: 13 horas durante la diálisis; 57 horas entre diálisis.

- Deterioro hepático:

-Leve: 46 ± 20 horas.
-Moderado: 72 ± 44 horas.
-Grave sin ascitis: 67 ± 11 horas.
-Grave con ascitis: 100 ± 48 horas

## Farmacodinámica

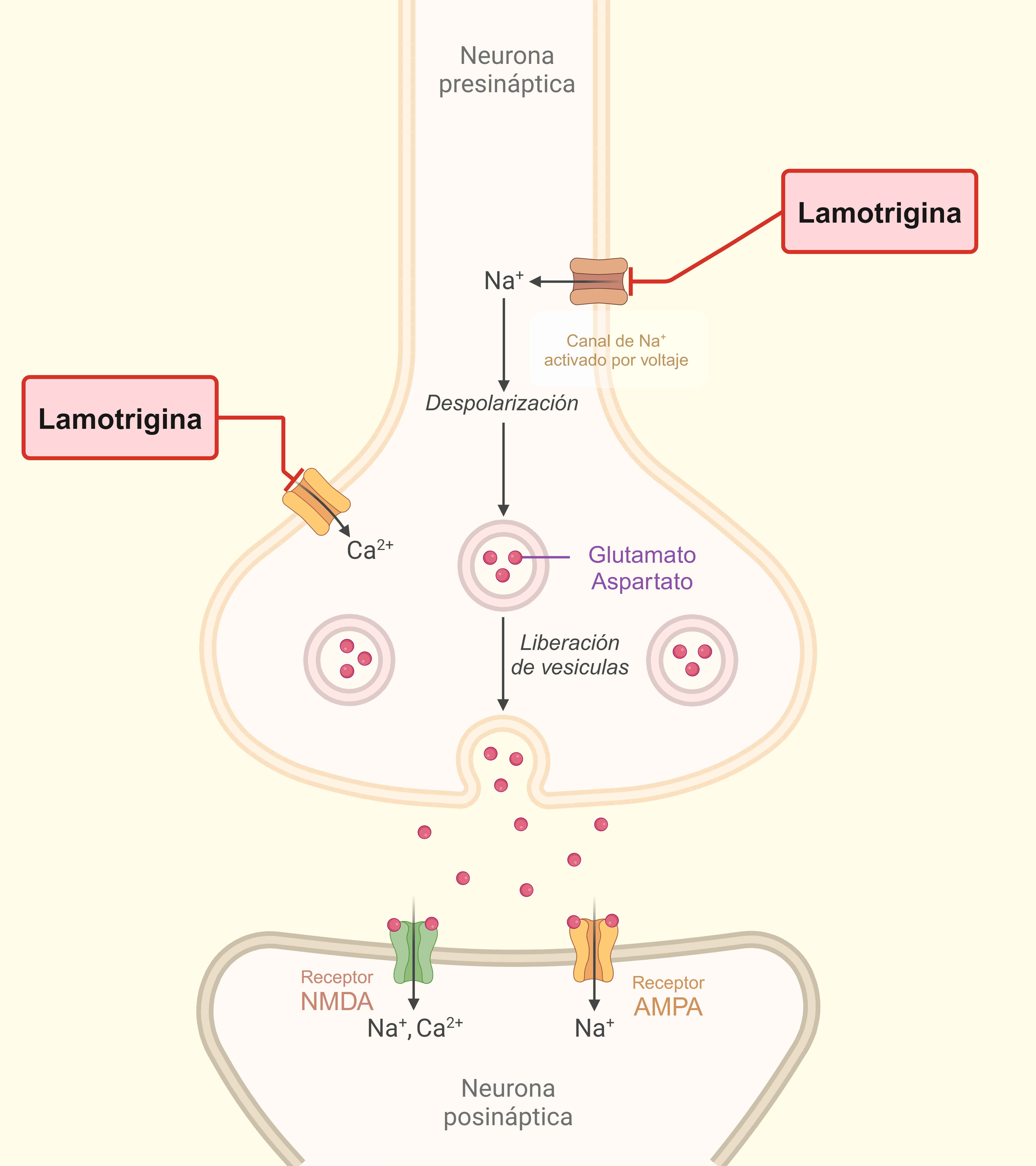
Mecanismo de acción de la lamotrigina: la lamotrigina bloquea los canales de sodio y calcio dependientes de voltaje, estabilizando las membranas neuronales e inhibiendo la liberación de glutamato y aspartato, lo que previene las convulsiones.

### Mecanismo de acción
Se desconoce el mecanismo exacto de acción anticonvulsivante; sin embargo, la lamotrigina es derivada de la triazina, que implica la inhibición de los canales de sodio sensibles al voltaje, lo que estabiliza las membranas neuronales y, en consecuencia, modula la liberación presináptica de neurotransmisores excitatorios como glutamato y aspartato que desempeñan un papel en la generación y propagación de las convulsiones epilépticas. (ver figura). Por tanto, al inhibirlos, reduce la frecuencia de los ataques convulsivos. Tiene mecanismos similares a los del difenilhidantoinato y la carbamazepina.
La segunda diana farmacológica que se ha investigado es bloquear canales de calcio activados con voltajes altos.
La lamotrigina tiene un débil efecto inhibitorio sobre los receptores de serotonina 5-HT3 y no interactúa con  los receptores de adenosina A1 y A2, adrenérgicos a1 y a2, dopaminérgicos D1 y D2, GABAérgicos A y B, histaminérgicos H1, opioides kappa, muscarínicos o serotoninérgicos 5-HT2.No se han establecido los mecanismos de acción en el trastorno bipolar.

### Efecto farmacológico
La lamotrigina reduce la liberación de glutamato, y por lo tanto disminuye la estimulación de los receptores postsinápticos  AMPA Y NMDA de glutamato, disminuyendo la excitabilidad de la membrana neuronal lo que podría explicar el efecto antiepiléptico y antimaniaco.
Otros efectos de la lamotrigina incluyen un efecto inhibidor débil de los receptores 5-HT 3 , así como una inhibición in vitro de la dihidrofolato reductasa.

### Interacciones[32][33][34]
| Fármaco                                                      | Efecto en la concentración | Resultado de la interacción con la lamotrigina |
| ------------------------------------------------------------ | -------------------------- | --- |
| Carbamazepina Fenitoina Fenobarbital primidona levonogestrel | ↓ lamotrigina              | Induce las enzimas hepáticas uridina glucuronil transferasas (UGT), que aumentan la glucuronidación y, en consecuencia, el metabolismo de la lamotrigina, reduciendo sus niveles plasmáticos.                                                                    |
| Valproato                                                    | ↑ lamotrigina              | Inhibe la glucuronidación, lo que reduce el metabolismo de la lamotrigina y, en consecuencia, aumenta su vida media. |
| Rifampicina                                                  | ↓ lamotrigina              | Altera la farmacocinética al inhibir la glucuronidación y el metabolismo de la lamotrigina, lo que provoca una disminución en su vida media debido a la inhibición de las enzimas hepáticas, como el citocromo P450 y las uridina glucuronil transferasas (UGT). |

*Estas clasificaciones son solo una guía. La importancia de la interacción farmacológica es particular para cada individuo. Siempre consulte a su médico antes de consumir cualquier medicamento

## Uso clínico

### Epilepsia
Lamotrigina ha demostrado ser efectiva en varios síndromes epilépticos, incluyendo las convulsiones tónico-clónicas generalizadas primarias (CTCGP) y la epilepsia mioclónica juvenil (EMJ). En el caso de las CTCGP, un estudio mostró que el 72% de los pacientes tratados con lamotrigina experimentaron una reducción del 50% o más en la frecuencia de las convulsiones en comparación con el placebo (49%). Esto llevó a la aprobación de la FDA para su uso como tratamiento complementario tanto en adultos como en pacientes pediátricos mayores de 2 años.
En la EMJ, la lamotrigina ha demostrado ser comparable en eficacia al valproato para controlar las convulsiones, como lo demuestran varios estudios y series de casos. Se considera una alternativa para pacientes que no toleran o no responden bien al valproato. Sin embargo, hay informes de que la lamotrigina puede empeorar las convulsiones mioclónicas en algunos pacientes con epilepsia mioclónica grave de la infancia y otras epilepsias generalizadas idiopáticas, por lo que se recomienda precaución en estos casos.
En el síndrome de Lennox-Gastaut, la lamotrigina ha demostrado ser efectiva para reducir la frecuencia de las convulsiones motoras mayores cuando se utiliza como terapia complementaria junto con medicamentos antiepilépticos existentes.
Además, la lamotrigina se ha investigado en otros síndromes epilépticos pediátricos como los espasmos infantiles y el síndrome de Rett, mostrando beneficios potenciales en casos en los que otros tratamientos han fallado

### Trastorno bipolar
La lamotrigina ha demostrado ser efectiva para los pacientes bipolares cuyo episodio de estado anímico más reciente fue maníaco o depresivo, con un mayor efecto sobre la recaída depresiva. |1| 
Una opción útil para el tratamiento bipolar, dado que los pacientes con trastorno bipolar I y II pasan grandes periodos en fases depresivas, particularmente en pacientes con trastorno bipolar tipo II, para los cuales la profilaxis contra la manía no es una preocupación.
La lamotrigina demostró eficacia en la reducción significativa de la tasa de recurrencia de síntomas maníacos, supresión efectiva de síntomas depresivos, menor necesidad de tratamientos adicionales para la recurrencia de todos los síntomas, y una tasa reducida de retiro del tratamiento por cualquier causa a los seis meses o más después del inicio de la intervención. Sin embargo la tasa de recurrencia de síntomas maníacos es ligeramente mayor.

### Embarazo
Durante el embarazo, el uso de lamotrigina debe ser considerado solo si los beneficios potenciales para la madre justifican los riesgos posibles para el feto. Estudios no han encontrado una asociación significativa entre el uso de lamotrigina como monoterapia durante el embarazo y un aumento en el riesgo de malformaciones mayores, aunque hay discrepancias respecto al riesgo de hendiduras orales en los bebés.
Es crucial monitorizar regularmente los niveles plasmáticos de lamotrigina durante el embarazo debido a los cambios fisiológicos que pueden disminuir estas concentraciones. Esto podría requerir ajustes en la dosificación para mantener un control adecuado de las convulsiones. Se recomienda emplear monoterapia con la dosis mínima efectiva para mitigar cualquier riesgo potencial.
Mantener un control estable de las convulsiones antes del embarazo es fundamental para resultados clínicos favorables. Aunque algunas mujeres pueden experimentar un aumento en la frecuencia de las convulsiones durante el embarazo sin un manejo óptimo de la medicación, generalmente se observa estabilidad o incluso una reducción en la frecuencia de las convulsiones. Este fenómeno puede estar influenciado por cambios hormonales que afectan los umbrales de convulsiones de manera diferente según el tipo de epilepsia.
La  lamotrigina  aumenta el  riesgo  de malformaciones congénitas mayores entre 2.7 y 3.2%;como las siguientes: En el ámbito del sistema nervioso, se  ha sido asociada con condiciones específicas en el feto y el recién nacido, como microcefalia, espina bífida, hidrocefalia y malformaciones cerebrales complejas, aunque estas últimas no especificadas detalladamente. También se han mencionado afectaciones en el sistema ojo-oído-cara-cuello, como anomalías congénitas o no especificadas en estos órganos. En el sistema circulatorio, se ha observado la transposición de grandes vasos y varios defectos del tabique ventricular y auricular, entre otros.
Además, se han reportado malformaciones en el sistema respiratorio, como fisura del paladar y labio leporino, así como en el sistema digestivo con condiciones como atresia del esófago e intestino delgado. En el sistema osteomuscular, se han registrado luxación congénita de la cadera, polidactilia, sindáctilia y otros defectos de extremidades. También se ha asociado con displasia renal y otras condiciones en el sistema urinario, así como con anomalías cromosómicas no clasificadas específicamente. 

### Esquizofrenia
La lamotrigina, cuando se utiliza como monoterapia, no demuestra ser sustancialmente eficaz contra la esquizofrenia. Sin embargo, estudios han indicado que la lamotrigina puede añadirse a la clozapina como terapia complementaria en pacientes esquizofrénicos parciales o que no responden al tratamiento. En estos casos, los pacientes han mostrado mejoría significativa en los síntomas positivos, negativos y afectivos. La lamotrigina no presenta un efecto estadísticamente significativo cuando se combina con antipsicóticos distintos de la clozapina, como la olanzapina, risperidona, haloperidol, y zuclopentixol.

## Efectos adversos[4][43]

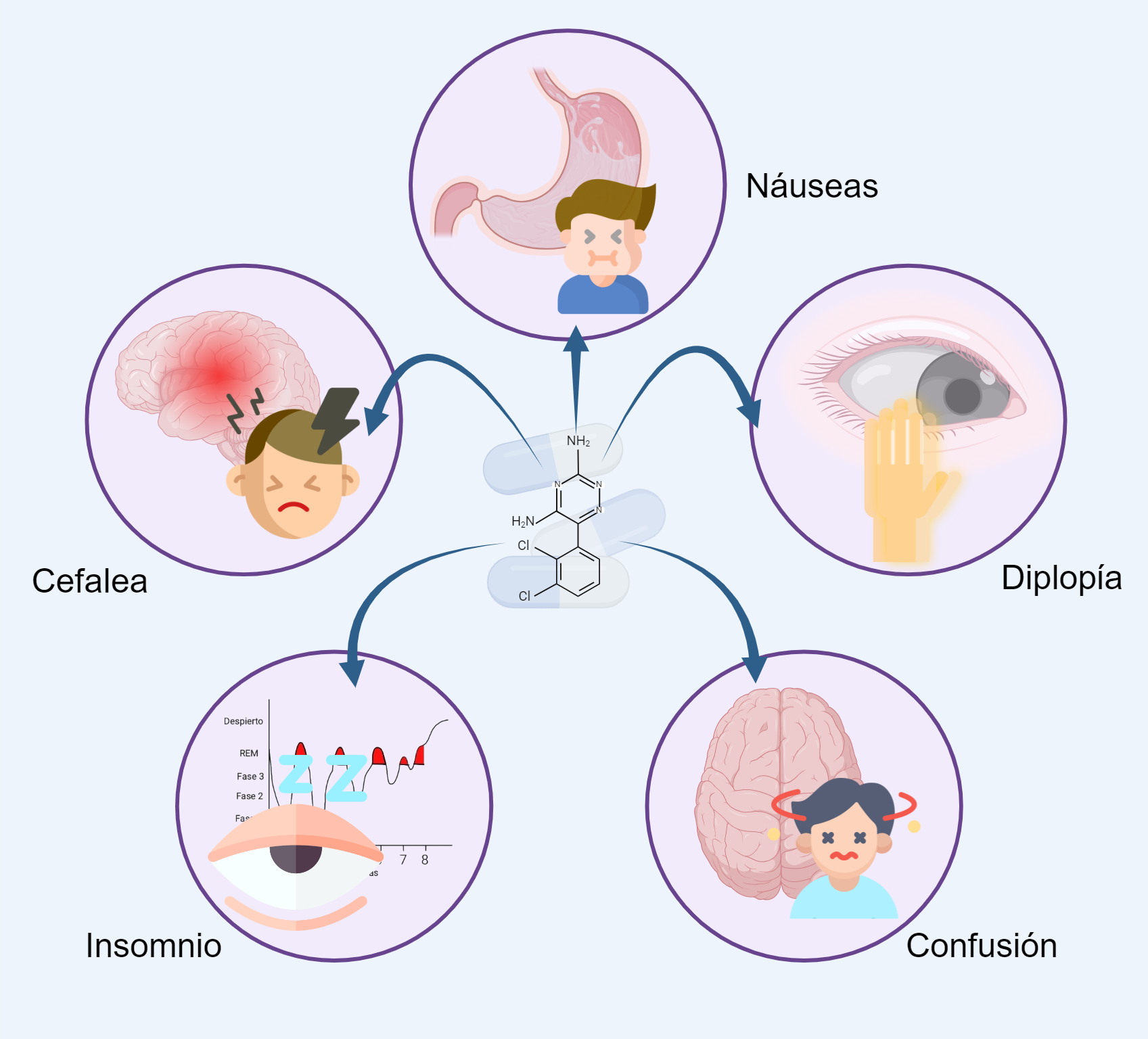
Efectos adversos frecuentes del sistema nervioso: los efectos secundarios más comunes incluyen dolor de cabeza, diplopía, insomnio, náuseas y mareos, especialmente durante el aumento de la dosis.

Para la evaluación de las reacciones adversas (RAM) se tienen en cuenta los criterios de la CIOSM.
| Sistema implicado        | Grupo CIOSM     | Tipo de reacción |
| ------------------------ | --------------- | --- |
| Sistema nervioso         | Frecuentes      | somnolencia, mareo, cefalea, insomnio, tics, confusión, temblor, ataxia (Puede empeorar los síntomas en pacientes con enfermedad de Parkinson preexistente)                                              |
| Sistema nervioso         | Poco frecuentes | ansiedad, confusión, agitación, depresión mental, irritabilidad y agresión, cambios en el estado de ánimo, aumento de las crisis epilépticas.                                                            |
| Sistema nervioso         | Raros           | astenia, disartria |
| Sistema nervioso         | No reportada    | Psicosis aguda, riesgo de ideación suicida, alucinaciones |
| Sistema visual           | Frecuentes      | Diplopía |
| Sistema visual           | Poco frecuentes | Nistagmo |
| Sistema visual           | No reportada    | Conjuntivitis |
| Sistema respiratorio     | Raras           | Rinitis, angioedema |
| Sistema gastrointestinal | Raras           | Dispepsia |
| Sistema gastrointestinal | No reportada    | Náuseas y vómito |
| Sistema hepatobiliar     | No reportada    | Insuficiencia hepática fulminante, hepatitis eosinofílica como parte de un síndrome de hipersensibilidad antiepiléptica                                                                                  |
| Sistema hematológico     | Raras           | Anemia, eosinofilia, neutropenia, leucopenia, trombocitopenia, puede causar choque séptico secundario a leucopenia                                                                                       |
| Sistema hematológico     | No reportada    | Pancitopenia, agranulocitosis. |
| Piel                     | Raras           | Eritema multiforme, Erupciones cutáneas, petequias, síndrome de Stevens-Johnson y necrólisis epidérmica tóxica, especialmente en niños, con mayor riesgo dentro de las primeras 8 semanas de tratamiento |
| Piel                     | No reportada    | Edema facial, fotosensibilidad |
| Sistema inmune           | Raras           | Angioedema |
| Sistema inmune           | No reportada    | fiebre, malestar general, síntomas similares a los de la gripe, linfadenopatía |

*consultar con su médico si aparece un efecto adverso

## Contraindicaciones
La lamotrigina está contraindicada en casos de hipersensibilidad (erupción cutánea, angioedema, urticaria aguda, prurito extenso, ulceración de la mucosa), además que puede causar depresión del SNC, afectando las capacidades físicas o mentales, por lo que se debe advertir a los pacientes sobre la realización de tareas que requieran alerta mental, como operar maquinaria o conducir. En cuanto a las enfermedades, se debe tener precaución en pacientes con cardiopatía estructural o funcional, ya que la lamotrigina puede retardar la conducción ventricular y aumentar el riesgo de proarritmia, especialmente cuando se usa con otros bloqueadores de los canales de sodio. Se recomienda monitorización cardíaca adicional en estos pacientes. En pacientes con insuficiencia hepática o renal, es necesario utilizar la lamotrigina con precaución y ajustar la dosis debido a la variabilidad en la vida media del medicamento. 
La lamotrigina se encuentra en la leche materna y puede detectarse en la sangre de los lactantes. La dosis relativa infantil (DRI) varía, con un estudio reportando una DRI media del 9.2%. Generalmente, la lactancia se considera aceptable con una DRI menor al 10%, y debe evitarse si es mayor al 25%. La dosis diaria estimada para el lactante es de 0.51 mg/kg/día. Los lactantes, especialmente los recién nacidos, pueden tener niveles elevados de lamotrigina debido a una menor capacidad de eliminación del fármaco. Los efectos adversos en los lactantes amamantados incluyen apnea, somnolencia, mala alimentación, trombocitosis y erupciones cutáneas, y pueden presentarse síntomas de abstinencia si se interrumpe la lactancia bruscamente. La decisión de amamantar durante el tratamiento debe considerar los riesgos y beneficios para ambos, vigilando al lactante por signos de toxicidad.

### Sobredosis
Aunque la lamotrigina generalmente se tolera bien, es crucial considerar el riesgo de efectos tóxicos potencialmente mortales en caso de sobredosis, especialmente al prescribirse a pacientes con riesgo aumentado de autolesión. Los síntomas de sobredosis pueden variar en gravedad según la cantidad ingerida y la prontitud del tratamiento, esto incluye síntomas neurológicos como ataxia, nistagmo, somnolencia, mareos, y convulsiones. Además, pueden presentarse efectos cardiovasculares como taquicardia, hipotensión, y en casos extremos, arritmias y paro cardíaco. Estos síntomas reflejan la amplia afectación de múltiples sistemas del cuerpo debido a los niveles elevados del fármaco en el organismo
Los efectos tóxicos predominantes parecen afectar principalmente al sistema nervioso central, a pesar de que la lamotrigina es un anticonvulsivo, lo que paradójicamente puede provocar convulsiones en caso de sobredosis. Se han documentado casos de sobredosis con dosis variables, desde 100 hasta 40,000 mg, con concentraciones en suero de 15.5 a 74.7 mg/l. Es esencial un tratamiento rápido y eficaz, con benzodiazepinas parenterales como primera línea para las convulsiones inducidas por fármacos, y barbitúricos o propofol como opciones de segunda línea, potencialmente utilizados en combinación para un efecto sinérgico.

### Presentaciones[47]
Para el almacenamiento se debe mantener lejos del alcance de los niños; en su envase original; protegido del calor, la luz y la humedad, a no más de 30 °C. 
| Nombre comercial | Forma farmacéutica                   | Presentaciones                               |
| ---------------- | ------------------------------------ | -------------------------------------------- |
| Lamictal         | Comprimidos                          | 25, 100, 150 y 200 mg pastilla para vía oral |
| Lamictal         | Comprimidos dispersables/masticables | 2 mg, 5 mg y 25 mg pastilla para vía oral    |
| Lamictal         | Comprimidos desintegrables           | 25,50,100 y 200 mg pastilla para vía oral    |

Si la dosis calculada de lamotrigina (por ejemplo para el tratamiento de epilepsia en niños o en pacientes con insuficiencia hepática) no equivale a comprimidos enteros, la dosis que se debe administrar es la correspondiente al número más bajo de comprimidos enteros.

## Otros usos

### Usos no incluidos en el registro sanitario (off-label)
- Se ha usado para el tratamiento de ciertos tipos de dolor neuropático, como la neuralgia postherpética y la neuropatía diabética. Algunos estudios y experiencias clínicas sugieren que puede ayudar a reducir el dolor neuropático debido a sus propiedades estabilizadoras de membrana.[48][49]
- Se ha explorado en estudios clínicos y reportes de casos para la reducción de síntomas como irritabilidad y el estado de ánimo disfórico en pacientes con trastorno por estrés postraumático (TEPT).[50]
- Terapia adjunta en pacientes con trastorno depresivo mayor (TDM) resistente al tratamiento. Puede ser efectiva para algunos pacientes debido a su efecto estabilizador del estado de ánimo.[51][52]
- Manejo de síntomas de irritabilidad y comportamientos repetitivos para trastornos del espectro autista. Ha sido utilizada en algunos casos clínicos, aunque la evidencia es limitada.[53]
- Profilaxis de la migraña, aunque con resultados variables. Se ha estudiado su uso, pero no es una terapia de primera línea para la migraña.[54][55]
- Tratamiento en algunos pacientes con trastorno de ansiedad generalizada (TAG), especialmente aquellos que también tienen características de trastorno bipolar o depresión. Utilizada en ciertos casos clínicos.[56][57]
- Manejo de tics para el síndrome de Tourette. En algunos reportes de casos sugieren beneficios para algunos pacientes.[58][59]